# Liste der Baudenkmale in Havelsee
In der Liste der Baudenkmale in Havelsee sind alle Baudenkmale in der brandenburgischen Stadt Havelsee aufgelistet. Grundlage ist die Veröffentlichung der Landesdenkmalliste mit dem Stand vom 31. Dezember 2020. Die Bodendenkmale sind in der Liste der Bodendenkmale in Havelsee aufgeführt.

## Baudenkmale in den Ortsteilen
In den Spalten befinden sich folgende Informationen:
- ID-Nr.: Die Nummer wird vom Brandenburgischen Landesamt für Denkmalpflege vergeben. Ein Link hinter der Nummer führt zum Eintrag über das Denkmal in der Denkmaldatenbank. In dieser Spalte kann sich zusätzlich das Wort Wikidata befinden, der entsprechende Link führt zu Angaben zu diesem Denkmal bei Wikidata.
- Lage: die Adresse des Denkmales und die geographischen Koordinaten. Link zu einem Kartenansichtstool, um Koordinaten zu setzen. In der Kartenansicht sind Denkmale ohne Koordinaten mit einem roten beziehungsweise orangen Marker dargestellt und können in der Karte gesetzt werden. Denkmale ohne Bild sind mit einem blauen bzw. roten Marker gekennzeichnet, Denkmale mit Bild mit einem grünen beziehungsweise orangen Marker.
- Bezeichnung: Bezeichnung in den offiziellen Listen des Brandenburgischen Landesamtes für Denkmalpflege. Ein Link hinter der Bezeichnung führt zum Wikipedia-Artikel über das Denkmal.
- Beschreibung: die Beschreibung des Denkmales
- Bild: ein Bild des Denkmales und gegebenenfalls einen Link zu weiteren Fotos des Baudenkmals im Medienarchiv Wikimedia Commons

### Briest (Havelsee)
| ID-Nr.            | Lage   | Bezeichnung | Beschreibung | Bild           |
| ----------------- | ------ | ----------- | --- | -------------- |
| 09190771 Wikidata | (Lage) | Dorfkirche  | Die Dorfkirche ist ein neoromanischer Bau aus dem Jahr 1888/89. Sie wurde aus unverputzten, blanken roten Klinkern errichtet. | weitere Bilder |

### Fohrde
| ID-Nr.                           | Lage                          | Bezeichnung                                                    | Beschreibung | Bild                                                           |
| -------------------------------- | ----------------------------- | -------------------------------------------------------------- | --- | -------------------------------------------------------------- |
| 09190154 Wikidata                | (Lage)                        | Dorfkirche                                                     | Bei der Dorfkirche handelt es sich um eine schlichte barocke Dorfkirche.                                                                                                   | weitere Bilder                                                 |
| 09190155 Wikidata                | August-Bebel-Straße 42 (Lage) | Villa Reichstein (Villa Fohrde)                                | Ehemalige Sommervilla des Brandenburger Fabrikbesitzers Reichstein im klassizistischen Stil mit auffälligem Eckrisalit.                                                    | weitere Bilder                                                 |
| 09190716                         | Fohrder Hauptstraße 7 (Lage)  | Gehöft, bestehend aus Wohnhaus, zwei Stallgebäuden und Scheune | Eingeschossiges Wohnhaus mit neoklassizistischem Portal mit Treppe, Fries, Gesims und Fensterverdachung und zwei kleinen Seitenrisaliten. Weiterhin geziegelte Hofgebäude. | Gehöft, bestehend aus Wohnhaus, zwei Stallgebäuden und Scheune |
| 09192099 Teilobjekt zu: 09190716 | Fohrder Hauptstraße 7 (Lage)  | Wohnhaus                                                       | Das Haus befindet sich an der Straße. | BW                                                             |
| 09192100 Teilobjekt zu: 09190716 | Fohrder Hauptstraße 7 (Lage)  | Kuhstall                                                       | Der Stall befindet sich auf der linken Hofseite. | BW                                                             |
| 09192101 Teilobjekt zu: 09190716 | Fohrder Hauptstraße 7 (Lage)  | Pferdestall                                                    | Der Stall steht auf der rechten Seite des Hofges. | BW                                                             |
| 09192102 Teilobjekt zu: 09190716 | Fohrder Hauptstraße 7 (Lage)  | Scheune                                                        | Die Scheune befindet sich auf dem hinteren Teil des Hofes. | BW                                                             |
| 09190156                         | Fohrder Hauptstraße 13 (Lage) | Backofen                                                       | Ziegelgebäude mit Satteldach. Der Backofen liegt im südlichen Teil des Grundstücks. Die Datierung fehlt.                                                                   | BW                                                             |

### Hohenferchesar
| ID-Nr.                           | Lage                      | Bezeichnung                | Beschreibung | Bild                       |
| -------------------------------- | ------------------------- | -------------------------- | --- | -------------------------- |
| 09190219 Wikidata                | Alte Dammstraße (Lage)    | Dorfkirche                 | Die Dorfkirche Hohenferchesars wurde 1831 geweiht, nachdem der Vorgängerbau am 29. März 1827 vollständig niedergebrannt war.                                                         | weitere Bilder             |
| 09191140                         | Alte Dammstraße 15 (Lage) | Pfarrhaus mit Nebengebäude | Eingeschossiges ehemaliges Pfarrhaus mit Krüppelwalmdach. Das schlichte Portal befindet sich in einem kleinen Mittelrisalit. Dazu Scheunen beziehungsweise Stallgebäude auf dem Hof. | Pfarrhaus mit Nebengebäude |
| 09191141 Teilobjekt zu: 09191140 | Alte Dammstraße 15 (Lage) | Stall                      | Der Stall befindet sich hinter dem Haus. | BW                         |

### Marzahne
| ID-Nr.            | Lage                    | Bezeichnung | Beschreibung | Bild           |
| ----------------- | ----------------------- | ----------- | --- | -------------- |
| 09190287 Wikidata | Marzahner Straße (Lage) | Dorfkirche  | Der Chor der Dorfkirche Marzahnes stammt aus dem 13. Jahrhundert. Das Schiff und der spätgotische Kirchturm aus Backstein wurden ergänzt, nachdem die Dorfkirche 1608 ausgebrannt war. In der Kirche befindet sich eine Kanzel aus dem Rokoko. Die Bleiverglasungen im Altarraum und hinter dem Kanzelaltar wurden nach Entwürfen von Hans Joachim Burgert gefertigt. | weitere Bilder |

### Pritzerbe
| ID-Nr.                           | Lage                  | Bezeichnung                                                         | Beschreibung | Bild                                                                |
| -------------------------------- | --------------------- | ------------------------------------------------------------------- | --- | ------------------------------------------------------------------- |
| 09190954 Wikidata                | Bahnhofstraße (Lage)  | Bahnhof mit Empfangsgebäude, Güterschuppen und Toilettenhäuschen    | Das ehemals genutzte und heute stillgelegte Empfangsgebäude des Bahnhof Pritzerbe, der Güterschuppen und das Toilettenhäuschen am Bahnhof Pritzerbe. Aus roten Klinkern gemauert. Der Güterschuppen mit Fachwerk. | weitere Bilder                                                      |
| 09192378 Teilobjekt zu: 09190954 | Bahnhofstraße (Lage)  | Güterschuppen                                                       | Der Schuppen steht rechts vom Empfangsgebäude. | BW                                                                  |
| 09192379 Teilobjekt zu: 09190954 | Bahnhofstraße (Lage)  | Toilettenhaus                                                       | | BW                                                                  |
| 09190342 Wikidata                | Dammstraße 18 (Lage)  | Wohnhaus                                                            | Eingeschossiges Wohnhaus mit Fledermausgaube, Portal und Fensterverdachungen in der Front. | Wohnhaus                                                            |
| 09190805                         | Dammstraße 20 (Lage)  | Gehöft, bestehend aus Wohnhaus und Stallgebäude                     | | Gehöft, bestehend aus Wohnhaus und Stallgebäude                     |
| 09192188 Teilobjekt zu: 09190805 | Dammstraße 20 (Lage)  | Wohnhaus                                                            | Schlichtes Wohnhaus mit Krüppelwalmdach. | BW                                                                  |
| 09192189 Teilobjekt zu: 09190805 | Dammstraße 20 (Lage)  | Stall                                                               | Das Stallgebäude wurde aus Ziegeln und Fachwerk errichtet. | BW                                                                  |
| 09190806 Wikidata                | Havelstraße 8 (Lage)  | Gehöft, bestehend aus Wohnhaus und Stallgebäude                     | Wohnhaus mit Krüppelwalmdach und Freitreppe. Stallgebäude mit Fachwerk. | Gehöft, bestehend aus Wohnhaus und Stallgebäude                     |
| 09192190 Teilobjekt zu: 09190806 | Havelstraße 8 (Lage)  | Wohnhaus                                                            | | BW                                                                  |
| 09192191 Teilobjekt zu: 09190806 | Havelstraße 8 (Lage)  | Stall                                                               | | BW                                                                  |
| 09190340 Wikidata                | Kirchstraße (Lage)    | Stadtpfarrkirche St. Marien                                         | Die evangelische Kirche wurde 1690 erbaut, nach einem Brand 1773 umfassend umgestaltet. Das Innere wurde im 18. Jahrhundert neu gestaltet. Die Orgel der Kirche wurde von Joachim Wagner, einem ehemaligen Mitarbeiter von Gottfried Silbermann, ursprünglich 1737 für das Militärwaisenhaus in Potsdam gebaut und zwischen 1789 und 1792 in der 1783 neu geweihten Kirche Pritzerbe eingebaut. | weitere Bilder                                                      |
| 09190942 Wikidata                | Kirchstraße 8 (Lage)  | Schule                                                              | Der zweigeschossige Hauptbau der heutigen Grundschule wurde aus gebrannten roten Ziegeln errichtet. Die zur Pritzerber Kirchstraße ausgerichtete Fassade ist dreigeteilt. Jeweils seitlich befinden sich giebelständig zwei Gebäudeteile, sogenannte Seitenrisalite mit Dreiecksgiebeln. An den Dreiecksgiebeln auf der Vorderseite wurden als Schmuckelemente jeweils im unteren Bereich eine Stufe und als oberer Abschluss ein Giebelreiter eingearbeitet. Die beiden aus der Fluchtlinie des Baus hervorspringender Risalite werden durch ein etwas in Rücklage befindliches traufständiges Gebäudeteil verbunden. | weitere Bilder                                                      |
| 09190895                         | Marktstraße 6 (Lage)  | Pfarrgehöft, bestehend aus Wohnhaus, zwei Stallgebäuden und Scheune | Pfarrhaus Pritzerbe mit schlichtem Grauputz, Mansarddach mit Krüppelwalm, zwei Freitreppen. Dazu Stallgebäude und Scheune. | Pfarrgehöft, bestehend aus Wohnhaus, zwei Stallgebäuden und Scheune |
| 09192329 Teilobjekt zu: 09190895 | Marktstraße 6 (Lage)  | Wohnhaus                                                            | | BW                                                                  |
| 0919 Teilobjekt zu: 09190895     | Marktstraße 6 (Lage)  | Stall                                                               | Es ist der westliche Stall. | BW                                                                  |
| 09192331 Teilobjekt zu: 09190895 | Marktstraße 6 (Lage)  | Stall                                                               | Es ist der östliche Stall. | BW                                                                  |
| 09192332 Teilobjekt zu: 09190895 | Marktstraße 6 (Lage)  | Scheune                                                             | | BW                                                                  |
| 09190652 Wikidata                | Mühlenstraße 4 (Lage) | Gehöft bestehend aus Wohnhaus und Stallgebäude                      | Wohnhaus mit Seitenrisalit mit Treppe und Portal. Schlichtes Gesims unter der Traufe. Weiterhin Stallgebäude. | weitere Bilder                                                      |
| 09192023 Teilobjekt zu: 09190652 | Mühlenstraße 4 (Lage) | Wohnhaus                                                            | | BW                                                                  |
| 09192024 Teilobjekt zu: 09190652 | Mühlenstraße 4 (Lage) | Stall                                                               | | BW                                                                  |

### Tieckow
| ID-Nr.                           | Lage                               | Bezeichnung            | Beschreibung | Bild                   |
| -------------------------------- | ---------------------------------- | ---------------------- | --- | ---------------------- |
| 09190157                         | Geschwister-Scholl-Straße 1 (Lage) | Kirchen- und Schulhaus | Ehemaliges Kirchen- und Schulhaus aus blanken roten Ziegeln gemauert. Mit Freitreppe und Giebelgaube mit Schmuckgiebel (Giebelreiter) und Uhr. | Kirchen- und Schulhaus |
| 09191375 Teilobjekt zu: 09190157 | Geschwister-Scholl-Straße 1 (Lage) | Stall                  | | BW                     |
| 09190158                         | Alte Tieckower Straße 5 (Lage)     | Gehöft                 | Um 1780 errichtetes einstöckigen Wohnhaus Alte Tieckower Str. 5, in dem bis heute der Mantelschornstein über einer sogenannten schwarzen Küche erhalten ist. Vor mehr als 100 Jahren wurde eine sogenannte preußische Kappe eingezogen wurde. Beidseitig vorhandener Krüppelwalm, Glattputz, Fensterläden vor dem symmetrisch angeordneten vier Fenstern sowie dem Oberlichtfenster über der zweiflügligen Haustür von etwa 1880. | Gehöft                 |
| 09191738 Teilobjekt zu: 09190158 | Alte Tieckower Straße 5 (Lage)     | Wohnhaus               | | BW                     |
| 09191739 Teilobjekt zu: 09190158 | Alte Tieckower Straße 5 (Lage)     | Stall                  | | BW                     |

## Ehemalige Baudenkmale
| ID-Nr. | Lage                           | Bezeichnung                                            | Beschreibung                                                                     | Bild                                                   |
| ------ | ------------------------------ | ------------------------------------------------------ | -------------------------------------------------------------------------------- | ------------------------------------------------------ |
|        | Kirchstraße (Lage)             | Grabstätte eines polnischen Soldaten, auf dem Friedhof | Grabstätte eines polnischen Soldaten an der Nordseite der Stadtkirche mit Stele. | Grabstätte eines polnischen Soldaten, auf dem Friedhof |
|        | Marktstraße 14 Havelsee (Lage) | Wohnhaus                                               | abgerissen                                                                       | Wohnhaus                                               |
|        | Mühlenstraße 2 Havelsee (Lage) | Wohnhaus                                               | das Foto zeigt das neugebaute Wohnhaus am Standort                               | weitere Bilder                                         |